# This Is Love
«This Is Love» — пісня Демі для конкурсу  Євробачення 2017 в Києві, Україна. Була виконана в першому півфіналі Євробачення, 9 травня, та пройшла до фіналу. У фіналі, 13 травня, була виконана під номером 15, за результатами голосування отримала від телеглядачів та професійного журі 77 балів, посівши 19 місце.

## Список композицій
| Digital download | Digital download | Digital download |
| #                | Назва            | Тривалість       |
| ---------------- | ---------------- | ---------------- |
| 1.               | «This Is Love»   | 3:06             |